# Ali Coulibaly
Ali Coulibaly (* im 20. Jahrhundert) ist ein ivorischer Diplomat. Er wurde im Zuge der Regierungskrise in der Elfenbeinküste 2010/2011 von Alassane Ouattara als Botschafter seines Landes in Frankreich ernannt und am 21. Januar 2011 von der dortigen Regierung anerkannt. Noch am selben Tag entzog Laurent Gbagbo als Reaktion darauf dem französischen Botschafter in Abidjan die Akkreditierung und ließ mitteilen, dass er diesen fortan als: „Arbeitslosen und einfachen französischen Bürger“ betrachte.